# Principato di Smolensk
Il Principato di Smolensk, successivamente Gran Principato di Smolensk (in russo Смоленское княжество?, Smolenskoe knâžestvo), è stato un principato con capitale Smolensk, che inizialmente faceva parte della Rus' di Kiev ma poi, in seguito alla fine di quest'ultima, divenne indipendente. È esistito dall'XI al XV secolo, quando divenne un territorio controllato dalla Confederazione polacco-lituana. Il territorio di tale Principato si estendeva fra fiumi Volga, Daugava e Dnepr ed era attraversato dalla Via variago-greca, contribuendo alla ricchezza del principato grazie al transito delle merci e, nel corso della storia, includeva le città di Belyj,  Dorogobuž, El'nja, Žižec, Zubcov, Izjaslavl', Krasnyj, Kričev, Medyn', Možajsk, Mstislavl', Orša, Rostislavl', Rudnja, Ržev, Slavgorod, Toropec e Vjas'ma.